# 스페인의 마천루 목록

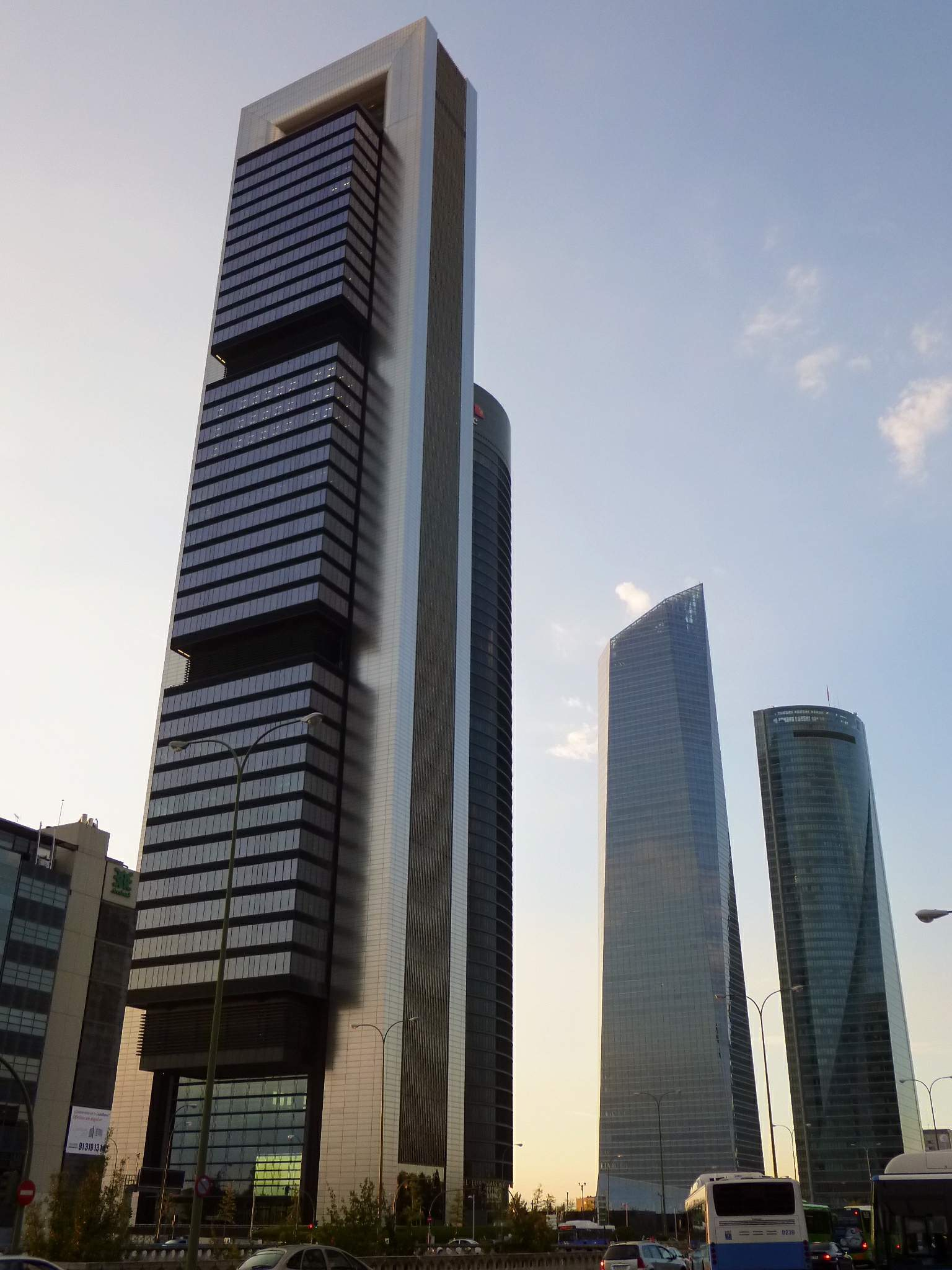
CTBA 타워는 스페인에서 4개의 가장 높은 마천루를 구성한다.

스페인의 마천루 목록이다. 스페인은 마천루 건설을 특징으로 하는 나라가 아니다. 그러나 유럽에서는 매우 주목할만한 성과를 거두었으며 일부 스페인 도시는 자체적인 타워 프로파일을 보유하고 있다. 최초의 마천루는 마드리드와 바르셀로나 같은 도시에서 50년대와 70년대에 지어졌다. 그러나 이 시대의 가장 중요한 예가 베니도름(Benidorm) 도시다.이 도시는 유럽에서 가장 많은 수의 마천루가 있는 도시 중 하나가 될 때까지 높이의 건물 건설에 진정한 붐을 일으키기 시작했다.
시간이 지남에 따라, 마드리드의 비즈니스 파크 CTBA와 같은 새로운 마천루 코어를 건설하기 위해 파세오 데 라 카스테야나(Paseo de la Castellana) 옆에 새로운 건물이 세워졌다. 파세오 데 라 카스테야나(Paseo de la Castellana)는 이 나라에서 가장 높은 건물 4곳을 갖추고 있다.토레 데 크리스탈은 높이가 249m이고 50층에 분포한다. 발 뒤꿈치를 치는 것은 그의 이웃인 셉사 타워(Cepsa Tower)로, 248m와 49층이다. 3위는 236m 높이의 PwC 타워가 차지하고 58층으로 나뉘며 마지막으로 4층에는 224m 높이로 57층을 떠오르는 토레 에스파시오가 있다. 다섯 번째 탑이 투영되며, 높이는 181m이며 세비야의 탑을 능가한다.
다른 관련 핵은 마드리드의 AZCA, 바르셀로나의 산 마르틴 지구, 루스피탈레트데류브레가트의 플라자 데 유로파, 동성애 도시의 토레 세비야 또는 빌바오의 토레 이베르드롤라와 같은 일부 건물이다.

## 완공된 가장 높은 마천루
이 목록은 마천루의 높이를 결정하기 위한 표준 방법론에 따라 높이가 100 미터가 넘는 스페인에 완공되고 관을 씌운 마천루를 보여준다. 즉, 바늘이나 첨탑 및 건축 세부사항이 포함되지만 마스트 또는 안테나는 포함되지 않는다. "연도" 열은 마천루 건설이 완료된 연도를 나타낸다. 완전히 거주할 수 없는 구조는 이 목록에 포함되지 않는다. 이러한 구조의 목록은 기타 구조 섹션을 참조하라.
| 순위 | 이름                                                   | 사진 | 도시                     | 높이 (m) | 층수 | 완공 | 사용                   | 비고          |
| ---- | ------------------------------------------------------ | ---- | ------------------------ | -------- | ---- | ---- | ---------------------- | ------------- |
| 1    | 토레 데 크리스탈                                       |      | 마드리드                 | 249      | 50   | 2008 | 사무실                 | [ 3 ]         |
| 2    | 토레 세프사                                            |      | 마드리드                 | 248      | 49   | 2008 | 사무실                 | [ 4 ]         |
| 3    | 토레 PwC                                               |      | 마드리드                 | 236      | 52   | 2008 | 사무실 및 호텔         | [ 5 ]         |
| 4    | 토레 에스파시오                                        |      | 마드리드                 | 224      | 57   | 2007 | 사무실                 | [ 6 ]         |
| 5    | 인템포                                                 |      | 베니도름                 | 192      | 47   | -    | 주거용                 | [ 7 ]         |
| 6    | 그란 호텔 발리                                         |      | 베니도름                 | 186      | 52   | 2002 | 호텔                   | [ 8 ]         |
| 7    | 토레 세비야                                            |      | 세비야                   | 180      | 40   | 2015 | 호텔 및 사무실         |               |
| 8    | 토레 이베르드롤라                                      |      | 빌바오                   | 165      | 41   | 2011 | 사무실                 | [ 9 ]         |
| 9    | 토레 루가노                                            |      | 베니도름                 | 158      | 43   | 2008 | 주거용                 | [ 10 ]        |
| 10   | 토레 피카소                                            |      | 마드리드                 | 156      | 43   | 1989 | 사무실                 | [ 11 ]        |
| 11=  | 호텔 아츠                                              |      | 바르셀로나               | 154      | 44   | 1992 | 호텔                   | [ 12 ]        |
| 11=  | 토레 마프레                                            |      | 바르셀로나               | 154      | 40   | 1992 | 사무실                 | [ 13 ]        |
| 13   | 네구리 가네                                            |      | 베니도름                 | 148      | 43   | 2002 | 주거용                 | [ 14 ]        |
| 14   | 토레 글로리에스                                        |      | 바르셀로나               | 144      | 33   | 2004 | 사무실                 | [ 15 ]        |
| 15   | 토레 데 마드리드                                       |      | 마드리드                 | 142      | 34   | 1957 | 사무실 및 주거용       | [ 16 ]        |
| 16   | 에디피시오 크로노스                                    |      | 베니도름                 | 140      | 41   | 2008 | 주거용                 | [ 17 ]        |
| 17   | 에디피시오 돈 조르게                                   |      | 베니도름                 | 124      | 36   | 2008 | 주거용                 | [ 18 ]        |
| 18   | 미라도 델 메디테라네오                                 |      | 베니도름                 | 123      | 32   | 2006 | 주거용                 | [ 19 ]        |
| 19=  | 토레스 데 산타크루스 2                                 |      | 산타크루스데테네리페     | 120      | 35   | 2006 | 주거용, 호텔 및 사무실 | [ 20 ]        |
| 19=  | 토레스 데 산타크루스 1                                 |      | 산타크루스데테네리페     | 120      | 35   | 2004 | 주거용 및 사무실       | [ 21 ]        |
| 19=  | 토레 르반떼                                            |      | 베니도름                 | 120      | 35   | 1985 | 주거용                 | [ 22 ]        |
| 19=  | 토레 유로파                                            |      | 마드리드                 | 120      | 32   | 1985 | 사무실                 | [ 23 ]        |
| 23   | 토레 코스타리카                                        |      | 라코루냐                 | 119      | 31   | 1975 | 사무실 및 주거용       | [ 24 ]        |
| 24=  | 에스튜디오텔 알리칸데                                  |      | 알리칸테                 | 117      | 35   | 1962 | 호텔                   | [ 25 ]        |
| 24=  | 멜리아 발렌시아                                        |      | 발렌시아                 | 117      | 35   | 2006 | 호텔                   | [ 26 ]        |
| 24=  | 스페인 빌딩                                            |      | 마드리드                 | 117      | 25   | 1952 | 호텔 및 사무실         | [ 27 ]        |
| 27   | 코스타 블란까 1                                        |      | 베니도름                 | 116      | 36   | 1993 | 주거용                 | [ 28 ]        |
| 28   | 해비타트 스카이                                        |      | 바르셀로나               | 115      | 31   | 2008 | 호텔                   | [ 29 ]        |
| 29=  | 토레 데 프란치아                                       |      | 발렌시아                 | 115      | 35   | 2002 | 주거용                 | [ 30 ]        |
| 29=  | 미라골프 플라야 2                                      |      | 베니도름                 | 115      | 33   | 2005 | 주거용                 | [ 31 ]        |
| 30=  | 헤멜로스 26 토레 1                                     |      | 베니도름                 | 114      | 33   | 2009 | 주거용                 | [ 32 ]        |
| 30=  | 헤멜로스 26 토레 2                                     |      | 베니도름                 | 114      | 33   | 2009 | 주거용                 | [ 33 ]        |
| 30=  | 토레 드오보에 1                                        |      | 베니도름                 | 114      | 31   | 2009 | 주거용                 | [ 34 ]        |
| 30=  | 토레 드오보에 2                                        |      | 베니도름                 | 114      | 31   | 2009 | 주거용                 | [ 35 ]        |
| 34=  | 푸에르타 데 유로파 1                                   |      | 마드리드                 | 114      | 26   | 1996 | 사무실                 | [ 36 ]        |
| 34=  | 푸에르타 데 유로파 2                                   |      | 마드리드                 | 114      | 26   | 1996 | 사무실                 | [ 37 ]        |
| 36   | 호텔 호르타 피라                                       |      | 루스피탈레트데류브레가트 | 113      | 26   | 2010 | 호텔                   | [ 38 ]        |
| 37   | 솔 데 포니엔테 2                                       |      | 베니도름                 | 112      | 33   | 2005 | 주거용                 | [ 39 ]        |
| 38   | 토레 레알릴라 BCN                                      |      | 루스피탈레트데류브레가트 | 112      | 24   | 2009 | 사무실                 | [ 40 ]        |
| 39=  | 토레 데 콜론                                           |      | 마드리드                 | 110      | 23   | 1976 | 사무실                 | [ 41 ]        |
| 39=  | 베니비치                                               |      | 베니도름                 | 110      | 35   | 1996 | 주거용                 | [ 42 ]        |
| 39=  | 에디피시오 콜론                                        |      | 바르셀로나               | 110      | 28   | 1970 | 사무실                 | [ 43 ]        |
| 39=  | 다이아고날 제로 제로                                   |      | 바르셀로나               | 110      | 25   | 2011 | 사무실                 | [ 44 ]        |
| 43   | 호텔 바루셀로나 프린세스                               |      | 바르셀로나               | 109,2    | 26   | 2004 | 호텔                   | [ 45 ]        |
| 44=  | 카스텔라나 81                                          |      | 마드리드                 | 109      | 31   | 1981 | 사무실                 | [ 46 ]        |
| 44=  | 토레 푸이그                                            |      | 루스피탈레트데류브레가트 | 109      | 22   | 2014 | 사무실                 | [ 47 ]        |
| 46   | 토레 데 라 로살레다                                    |      | 폰페라다                 | 107      | 30   | 2009 |                        | [ 48 ]        |
| 47=  | 플라야 아줄                                            |      | 베니도름                 | 105      | 34   | 2002 | 주거용                 | [ 49 ]        |
| 47=  | 미라골프 플라야 1                                      |      | 베니도름                 | 105      | 33   | 2005 | 주거용                 | [ 50 ]        |
| 47=  | 토레 피나르                                            |      | 베니도름                 | 105      | 30   | 2004 | 주거용                 | [ 51 ]        |
| 47=  | 헤스페리아 타워                                        |      | 루스피탈레트데류브레가트 | 105      | 28   | 2006 | 호텔                   | [ 52 ]        |
| 47=  | 호텔 르네상스 바르셀로나 피라                          |      | 루스피탈레트데류브레가트 | 105      | 26   | 2012 | 호텔                   | [ 53 ]        |
| 47=  | 토레 야이자 1                                          |      | 라스팔마스               | 105      | 25   |      |                        | [ 출처 필요 ] |
| 53=  | 토레 라구나                                            |      | 엘 에히도                | 104      | 30   | 2011 | 주거용 및 사무실       | [ 54 ]        |
| 53=  | 레지던셜 이슬라마르 2                                  |      | 베니도름                 | 104      | 28   | 2010 | 주거용                 | [ 55 ]        |
| 53=  | 레지던셜 이슬라마르 3                                  |      | 베니도름                 | 104      | 28   | 2010 | 주거용                 | [ 56 ]        |
| 56=  | 토레 베르펜                                            |      | 루스피탈레트데류브레가트 | 103,9    | 25   | 2009 | 사무실                 | [ 57 ]        |
| 56=  | 다이아고날 마르 이 첼                                  |      | 바르셀로나               | 103,9    | 27   | 2010 | 주거용                 | [ 58 ]        |
| 56=  | 토레 인비사                                            |      | 루스피탈레트데류브레가트 | 103,9    | 25   | 2008 | 사무실                 | [ 59 ]        |
| 59   | 토레 티타니아                                          |      | 마드리드                 | 103,7    | 23   | 2011 | 혼합                   | [ 60 ]        |
| 60=  | 라스 테라자스 데 베니도름 1                            |      | 베니도름                 | 101      | 30   | 2005 | 주거용                 | [ 61 ]        |
| 60=  | 라스 테라자스 데 베니도름 2                            |      | 베니도름                 | 101      | 30   | 2005 | 주거용                 | [ 62 ]        |
| 62   | 토레 데 헤라클레스                                     |      | 로스 바리오스            | 100,6    | 21   | 2009 | 사무실                 | [ 63 ]        |
| 63   | 토레 도스칼라스                                        |      | 베니도름                 | 100,4    | 32   | 2004 | 주거용                 | [ 64 ]        |
| 64=  | 헤멜로스 22 토레 1                                     |      | 베니도름                 | 100,2    | 32   | 2003 | 주거용                 | [ 65 ]        |
| 64=  | 헤멜로스 22 토레 2                                     |      | 베니도름                 | 100,2    | 32   | 2003 | 주거용                 | [ 66 ]        |
| 66   | 세데 델 미니스테리오 데 에코노미아 와이 컴페티티빌다드 |      | 마드리드                 | 100      | 25   | 1979 | 사무실                 | [ 67 ]        |

## 가장 높은 마천루의 타임라인
| 이름                | 사진 | 도시     | 가장 높은 년 | 높이 (m) | 층수 | 주석   |
| ------------------- | ---- | -------- | ------------ | -------- | ---- | ------ |
| 토레 데 크리스탈    |      | 마드리드 | 2009-현재    | 250      | 52   | [ 68 ] |
| 토레 셉사           |      | 마드리드 | 2009         | 249      | 45   |        |
| 토레 PwC            |      | 마드리드 | 2008-2009    | 236      | 58   |        |
| 토레 에스파시오     |      | 마드리드 | 2007-2008    | 230      | 57   |        |
| 그란 호텔 발리      |      | 베니도름 | 2002-2007    | 186      | 52   | [ 69 ] |
| 토레 피카소         |      | 마드리드 | 1988-2002    | 157      | 43   | [ 70 ] |
| 토레 데 마드리드    |      | 마드리드 | 1960-1988    | 142      | 37   | [ 71 ] |
| 에디피시오 에스파냐 |      | 마드리드 | 1953-1960    | 117      | 26   | [ 72 ] |
| 히랄다 탑           |      | 세비야   | 1586-1953    | 97       | 34   | [ 73 ] |

## 공사중이거나 프로젝트에 있는 마천루
| 이름                      | 도시     | 사진 | 높이  | 층수 | 상태     | 완공 | 각주   |
| ------------------------- | -------- | ---- | ----- | ---- | -------- | ---- | ------ |
| 칼레이도                  | 마드리드 |      | 181 m | 36   | 공사중   | 2019 | [ 74 ] |
| 호텔 수이테스 말라가 포트 | 말라가   |      | 135 m | 35   | 프로젝트 | -    | [ 75 ] |
| 토레 소메소 2             | 라코루냐 |      | 120 m | 32   | 프로젝트 | -    |        |
| 토레 가렐라노 V           | 빌바오   |      | 119 m | 36   | 프로젝트 |      |        |
| 토레 소메소 1             | 라코루냐 |      | 115 m | -    | 프로젝트 | -    |        |
| 토레 자라고자             | 사라고사 |      | 106 m | 30   | 프로젝트 | 2020 | [ 76 ] |
| 토레 BBK                  | 빌바오   |      | 104 m | 22   | 파라다   | -    |        |
| 토레 가렐라노 4           | 빌바오   |      | 103 m | 32   | 공사중   | -    | [ 77 ] |
| 토레 빠르께 아데무스      | 버자소   |      | 100 m | 30   | 파라다   | -    |        |
| 토레 아데퀘               | 마드리드 |      | 100 m | 25   | 공사중   | 2020 |        |
| 토레 오스트랄리스         | 마드리드 |      | 100 m | 23   | 공사중   | 2019 |        |

## 다른 구조
이 목록은 100m가 넘는 스페인에서 거주할 수 없는 가장 높은 구조물을 총 높이순으로 표시한다.
| 순위 | 건물                                         | 사진   | 높이 (m) | 완공 | 사용                | 도시                              | 비고 |
| ---- | -------------------------------------------- | ------ | -------- | ---- | ------------------- | --------------------------------- | --- |
| 1    | 토레타 데 가드라마르                         |        | 370      | 1962 | 가이스트 돛대       | 가르다마르 델 세구라              | 그것은 1962년에 지어졌으며 이베리아반도에서 가장 높은 구조물이자 유럽에서 가장 높은 군사용 구조물이다. 육지와 바다에서 몇 마일 떨어진 곳에서도 쉽게 볼 수 있다. 그것은 미국 육군에 의해 설치되었으며, 현재 스페인 해군에 속해 있다.                                           |
| 2    | 엔데사 터믹                                  |        | 356      | 1974 | 굴뚝                | 푸엔테스 데 가르시아 로드리게스   | 그것은 엔데사가 소유한 센트럴 터미카 데 푸엔테스 데 가르시아 로드리게스의 화력 발전소에 속한 굴뚝이다. 그것은 1974년에 지어졌으며 스페인에서 150 미터를 넘는 두 번째 구조물이 되었다.                                                                                         |
| 3    | 센트럴 터미카 데 안도라                      |        | 343      | 1981 | 굴뚝                | 안도라                            | 스페인 하원의 58.94%가 찬성 201표를 얻은 결과 화력 발전소가 폐쇄되었다. 이러한 조치는 2020년 안도란 공장의 최종 폐쇄를 의미한다. |
| 4    | 토레 데 꼴세롤라                             |        | 288      | 1992 | 통신                | 바르셀로나                        | |
| 5    | 토레에스파냐                                 |        | 231      | 1982 | 통신                | 마드리드                          | 더 널리 알려진 «엘 피루리». 1982년 FIFA 월드컵을 위해 지어진이 건물은 CTBA가 건설 될 때까지 마드리드에서 가장 높은 마천루였다. 동성의 RTVE 단지 내에 있지만 실제로는 아베르티스 소유이며 스페인의 주요 중계기로 DTT 신호를 전송하는 데만 사용된다.                            |
| 6    | 센트럴 터미카 데 로스 바리오스               |        | 230      | 1985 | 굴뚝                | 로스 바리오스                     | 건설 프로젝트의 초기 소유자이자 개발자는 세빌리안 전기회사(CSE)였다. 그 결과, 엔데사 회사는 CSE를 흡수하여 비에스고가 구입할 때까지 단지의 소유주가 되었다. |
| 7    | 센트럴 터미카 데 로스 바리오스 메이라마      |        | 204      | 1980 | 굴뚝                | 세르세다                          | 그것은 가스 내츄럴 페노사가 소유하고 있다. 그것은 나라에서 가장 중요한 중 하나가 되었다. |
| 8    | 센트럴 터미카 리토랄 데 알메리아             |        | 200      | 1980 | 굴뚝                | 카르보네라스                      | 카르보네라스의 자연공원인 카보 데 게레라스의 도심에 가깝다. |
| 9    | 푸엔테 데 카스티야-라 만차                   |        | 192      | 2011 | 다리                | 탈라베라 데 라 레이나             | 그것은 유럽에서 두 번째로 높은 사장교이고 스페인에서 가장 높다. |
| 10   | 푸엔테 데 라 페파                            |        | 187      | 2015 | 다리                | 카디스와 푸에르토레알             | 스페인에서 가장 긴 다리이며 유럽에서 세 번째로 긴 케이블 다리다. |
| 11   | PS20                                         |        | 165      | 2009 | 중앙 헬리오 스타트  | 산루까르 라 마요로                | PS20은 세계에서 두 번째로 상업적으로 사용되는 태양광 발전 타워 및 헬리오스탯필드다. |
| 12   | 토레 데 펀탈레스                             |        | 154      | 1960 | 전기 고전압 타워    | 카디스                            | 그것은 카디스의 2개의 파일론 중 하나다. |
| 13   | 토레 데 마타골다                             |        | 152      | 1960 | 전기 고전압 타워    | 푸에르토레알                      | 그것은 카디스의 2개의 파일론 중 하나다. |
| 14   | 푸엔테 데 랜더                               |        | 152      | 1978 | 다리                | 레돈델라와 모아냐                 | 하루에 9만대 이상의 차량을 지원하는 이 다리는 확장되는 최초의 사장교인 차선수를 확장했다. |
| 15   | 끄루즈 데 로스 카이도스                      |        | 150      | 1958 | 십자가 (기념건축물) | 산로렌소데엘에스코리알            | 스페인의 국가 유산인 전몰자의 계곡에 있다. 그것은 세계에서 가장 큰 십자가다. |
| 16   | 푸엔테 델 알라미요                           |        | 140      | 1992 | 다리                | 세비야                            | 세비야에서 가장 큰 다리다. |
| 17   | 레핀레리아 데 라 코루냐                      |        | 140      | 1964 | 굴뚝                | 아코루냐                          | 원유 저장 탱크 중 하나는 상단에 커다란 투우장을 수용할 수 있는 직경을 가지고 있다. |
| 18   | 알코아 샌 치르바오                           |        | 140      | 1979 | 굴뚝                | 세르보                            | 인프라와 산업단지는 1974년에 이 금속에 대한 수요 증가를 충족시키기 위해 지어졌다. |
| 19   | 제마솔라                                     |        | 140      | 2011 | 중앙 헬리오 스타트  | 푸엔테스 데 안달루시아            | 제마솔라는 세계에서 세 번째로 상업용 태양광 발전 타워 및 헬리오스탯필드이며 용융염을 사용한다. |
| 20   | 토레 데 텔레코뮤니카시오네스 데 몬주익       | centro | 136      | 1991 | 통신                | 바르셀로나                        | 탑 자체의 방향은 플라자 데 유로파에 있는 중앙 첨탑의 그림자를 주조하는 해시계 역할을 한다(이 건물은 수 많은 고층 건물이 특징이다). 1992년 하계 올림픽을 위해 지어진 많은 건물들과 마찬가지로 이 타워 건설에 헌신한 시간도 매우 짧았다(1989-1992). 텔레포니카 무비스타에 속함. |
| 21   | 푸엔테 데 엘'애즈숫 데 엘'오르               |        | 127      | 2008 | 다리                | 발렌시아                          | 이 다리는 예술과 과학의 도시 캠퍼스에 있다. |
| 22   | 푸엔테 잉헤니에로 카를로스 페르난데스 카사도 |        | 123      | 1993 | 다리                | 로스 바리오스 데 루나             | 그것은 1983년에 시작되었으며, 몇 년 동안 세계에서 가장 긴 스팬을 가진 케이블이 달린 다리이며, 또한 프리스트레스트 콘크리트 케이블로 고정된 교량의 길이 기록이다. |
| 23   | 푸엔테 델 센테나리오                         |        | 120      | 1991 | 다리                | 세비야                            | 1992년 세비야 세계 박람회에서 의사소통을 개선하기 위해 가장 관련이 있는 제안중 하나인 교량과 지하터널이 제안되었지만 교량의 제안이 이겼다. |
| 24   | 레피네라 데 "라 로베리아"                    |        | 120      | 1967 | 굴뚝                | 팔로 데 라 프론테라               | 그것은 셉사에 속한다. |
| 25   | 토레 데 커뮤니카시오네스 데 무비스타         |        | 117      | 1992 | 통신                | 사라고사                          | |
| 26   | 라 벤간자 델 이니그마                        |        | 115      | 2002 | 기계적 매력         | 산마르틴 데 라 베가               | 그것은 유럽에서 두 번째로 높은 기계적 매력이며 파르케 워너 마드리드 테마파크에 있다. |
| 27   | PS10                                         |        | 114      | 2004 | 중앙 헬리오 스타트  | 산루까 라 마요로                  | PS10은 세계 최초의 상업용 태양광 발전 타워 및 헬리스탯 필드다. |
| 28   | 토레 타비라 2                                |        | 114      | 1992 | 통신                | 카디스                            | |
| 29   | 레드 포스                                    |        | 112      | 2017 | 기계적 매력         | 살로우                            | 페라리랜드 테마공원에 있다. |
| 30   | 파로 데 몽끌로아                             |        | 110      | 1992 | 관측                | 마드리드                          | 유럽 문화 수도인 마드리드를 기념하기 위해 지어졌으며 높이 92m의 마드리드 전경을 조망할 수 있는 전망 포인트로 이루어져 있다. 2005년에 일반인에게 공개되어 안전 규정에 맞춰 2015년 3월에 재개되었다.                                                                            |
| 31   | 토레 제이미 1                                |        | 107      | 1931 | 관측 및 케이블카    | 바르셀로나                        | |
| 32   | 푸엔테 인터내셔널 델 과디아나                |        | 100      | 1991 | 다리                | 아야몬테와 포르투갈 카스트로 마림 | 두 나라 간의 의사소통을 향상시키기 위해 스페인과 포르투갈 간에 지어졌다. |
| 33   | 휴라칸 콘도르                                |        | 100      | 2005 | 기계적 매력         | 살로우                            | 포르트아벤투라 테마파크에 있다. |

## 같이 보기
- 유럽 연합의 마천루 목록
- 유럽의 마천루 목록

## 각서
1. ↑  건물은 관을 씌웠으나 (구조가 완료되었지만) 아직 취임되지 않았다.
2. ↑  높이 확장 이후 1565년; 그때까지 그것은 65m를 측정했다. 면류관이 있는 상을 포함 시키면, 3.5m의 히랄디요, 총 높이는 101m다.